# Jelena de Belder-Kovačič
Jelena de Belder-Kovačič (ur. 23 sierpnia 1925, zm. 31 sierpnia 2003) – słoweńsko-belgijska botaniczka i ogrodnik. Zajmowała się taksonomią, zyskując międzynarodową renomę dzięki rozwojowi Arboretów Kalmthout i Hemelrijk. Kilka uprawianych przez nią odmian roślin zostało wyróżnionych nagrodami Królewskiego Towarzystwa Ogrodniczego w Londynie, a za wkład w dendrologię otrzymała w 1995 roku tytuł baronowej od Alberta II.

## Życiorys
Jelena Kovačič urodziła się 23 sierpnia 1925 roku w gminie Jasenovac jako córka Elzy (z domu Zorčič) i Andreja Kovačiča. Jej rodzice etnicznie byli Słoweńcami i pochodzili z Bizeljska w gminie Brežice. Ojciec Andrej pracował jako agronom w posiadłości Belje w regionie Baranja w dzisiejszej Chorwacji. Jelena do szkoły podstawowej uczęszczała w miejscowości Kneževo, a następnie uczyła się w Osijeku i Ptuju. W 1951 roku ukończyła studia na wydziale agronomii na Uniwersytecie w Zagrzebiu. Przez rok pracowała w miejskiej szkółce na przedmieściach Zagrzebia, a następnie w 1953 roku otrzymała pozwolenie na wyjazd na staż za granicę. Wyjechała do Danii, a potem do Niemiec, gdzie praktykowała w Szlezwiku-Holsztynie. W następnym roku wyjechała do Zundert w Holandii i pracowała w szkółce Lombarts.
Gdy dowiedziała się, że w starej szkółce w Kalmthout rosną stare i rzadkie drzewa, takie jak stewarcia kameliowata, pojechała tam na wycieczkę rowerową. Szkółka została założona w 1856 roku, a w 1952 roku kupili ją Robert i Georges de Belder zajmujący się handlem diamentami. Bracia zainteresowali się tym miejscem, gdy szkółka była zagrożona wycinką pod osiedle mieszkaniowe. Kupili działkę i rozszerzyli jej obszar do około 12,5 ha starając się chronić najbardziej cenne odmiany i gatunki drzew. Podczas swojej wizyty Kovačič zasugerowała Robertowi, aby spróbował rozmnażać swoje egzemplarze oczaru wirginijskiego z sadzonek, a nie przez szczepienie. Zainteresowanie roślinami połączyło Roberta i Jelenę. Pobrali się trzy miesiące później, a Jelena zamieszkała na stałe w Belgii.
Pierwszy oczar wirginijski wyhodowany z sadzonek na terenie Arboretum Kalmthout zakwitł w styczniu 1955 roku. Krzew miał intensywne pomarańczowo-brązowe kwiaty. Robert nazwał tę odmianę Hamamelis × intermedia 'Jelena' i zgłosił ją na wystawę organizowaną w Londynie przez Królewskie Towarzystwo Ogrodnicze (Royal Horticultural Society). Podczas gdy Robert na co dzień pracował w branży diamentowej w Antwerpii, Jelena skupiła się na oznaczaniu i identyfikacji roślin. Wieczorami i w dni wolne Robert pracował z bratem przy kopaniu stawów, podczas gdy Jelena pracowała nad rozmnażaniem roślin dla stworzonych przez siebie przestrzeni.  W 1952 roku Robert był jednymi z założycieli International Dendrology Union (obecnie International Dendrology Society), a w latach 1988-1992 para pełniła funkcję przewodniczących. Znaleźli się również w gronie założycieli Belgische Dendrologie Belge.
1 czerwca 1961 roku kupili większą posiadłość Hemelrijk w Essen obejmującą 101,171 ha. W zaniedbanym majątku znajdował się zamek, kilka budynków, pola uprawne i las. Projekt nowego arboretum przygotował projektant John Baptiste Bergmans. Wpływ na kształt posiadłości miał również poznany pod koniec lat 60. XX wieku inny architekt Russell Page. Podczas licznych podróży w ramach Międzynarodowego Towarzystwa Dendrologicznego para zbierała okazy i stworzyła międzynarodową sieć wymiany nasion roślin i informacji. Stworzyli również obszerną bibliotekę rzadkich książek z zakresu botaniki i ogrodnictwa, która po upadku firmy Roberta w latach 80. XX wieku została podzielona i sprzedana na aukcjach. W swojej posiadłości gościli ponad 350 studentów, w tym japońskiego botanika Mikinoriego Ogisu, który spędził tu dwa lata.
Jelena rozpoczęła hodowlę roślin, koncentrując się na oczarach, hortensjach i rododendronach oraz drzewach z rodzajów jabłoń (Malus) i śliwa (Prunus). Para eksperymentowała z hortensją bukietową (Hydrangea paniculata) tworząc między innymi odmiany takie jak: 'Brussels Lace', 'Burgundy Lace', 'Green Spire', 'Little Lamb', 'Pink Diamond', 'The Swan', 'Unique' i 'White Moth', a także 'Spreading Beauty' z gatunku hortensja piłkowana (Hortensja serrata). Zazwyczaj w ogrodach oczary wirginijskie uprawiane są pojedynczo, ponieważ roślina ta wymaga dużej powierzchni, ale Jelena miała w Kalmthout rozmnożonych czterdzieści odmian. Jedna z odmian nazwana na cześć ich córki 'Diane' otrzymała w 1993 roku Nagrodę Królewskiego Towarzystwa Ogrodniczego za intensywny czerwony kolor kwiatów.
Podczas kryzysu gospodarczego w latach 80. XX wieku  spowodowanego kryzysem naftowym firma Roberta upadła, a para przekazała arboretum prowincji Antwerpii. Przenieśli się do swojej drugiej posiadłości w Hemelrijk. Po śmierci Roberta w 1995 roku Jelena otrzymała tytuł baronowej nadany przez króla Belgów Alberta II za jej wkład w dendrologię. W 1998 roku pełniła funkcję wiceprezesa Królewskiego Towarzystwa Ogrodniczego.
Jelena de Belder zmarła podczas wakacji na wyspie Krk 31 sierpnia 2003 roku. W Hemelrijk mieszka syn Danile z żoną Barbarą i dziećmi. Córka Diane Van Strydonck również mieszka w posiadłości rodziców, ale pracuje w branży diamentowej w Antwerpii.
Jelena była autorką książki kucharskiej Okus po cvetju: kulinarično popotovanje wydanej w Ljubljanie w 1994 roku oraz Het leven begint in de herfst: vier seizoenen in het Arboretum Kalmthout (1998). Nakręciła też serię filmów dokumentalnych, które zostały wyemitowane w Słowenii w ogólnokrajowym programie Radiotelevizija Slovenija. Były to między innymi List in cvet (1994), Okus po cvetju (1998) i Okus po plodovih (2003).

## Upamiętnienie
- W 2005 roku ukazała się książka Diane Adriaenssen Jelena and Robert De Belder ‐ Generous as Nature herself[18].
- W 2011 roku z okazji 20. rocznicy odzyskania przez Słowenię niepodległości ambasador Słowenii w Belgii Anita Pipan zasadziła lipę w Arboretum w Kalmthout na cześć Jeleny de Belder-Kovačič[19].